# فرناندو مونيوث
فرناندو مونيوث (بالإسبانية: Fernando Muñoz)‏ هو مدرب كرة الطائرة ‏ إسباني، ولد في 27 يوليو 1970 في مدريد في إسبانيا.